# Pico Treble
El Pico Treble (en inglés: Treble Peak) es un pico de 610 m s. n. m. ubicado al este de la bahía de la Fortuna y a unos 0,9 kilómetros al sur del monte Harper en la costa norte de Georgia del Sur, un territorio ubicado en el océano Atlántico Sur, cuya soberanía está en disputa entre el Reino Unido el cual las administra como «Territorio Británico de Ultramar de las islas Georgias del Sur y Sandwich del Sur», y la República Argentina que las integra al Departamento Islas del Atlántico Sur, dentro de la Provincia de Tierra del Fuego, Antártida e Islas del Atlántico Sur. Fue trazado y nombrado por el personal de Investigaciones Discovery en 1929.